# Alfara (Tarragona)
Alfara (oficialmente en catalán Alfara de Carles) es un municipio de Cataluña, España. Pertenece a la provincia de Tarragona, y está situado en la comarca del Bajo Ebro. Tiene una población de 361 habitantes (INE 2024).

## Etimología
La palabra Alfara podría derivar del árabe Al-fakhar, que significa tejería (lugar donde se hacen tejas), lo que podría indicar que existía en este lugar un núcleo de población dedicado a la alfarería. En contra de esta etimología, el lingüista Joan Coromines defiende que deriva de Al-hâra, con el significado de 'aldea' o 'arrabal', refutando el significado de 'tejería'. Dice: "Es evidentemente mala la etimología al-fabhâra 'alfarería' que Asín atribuye a Alfara, con sobrero menosprecio de cualquier norma fonética".

## Prehistoria

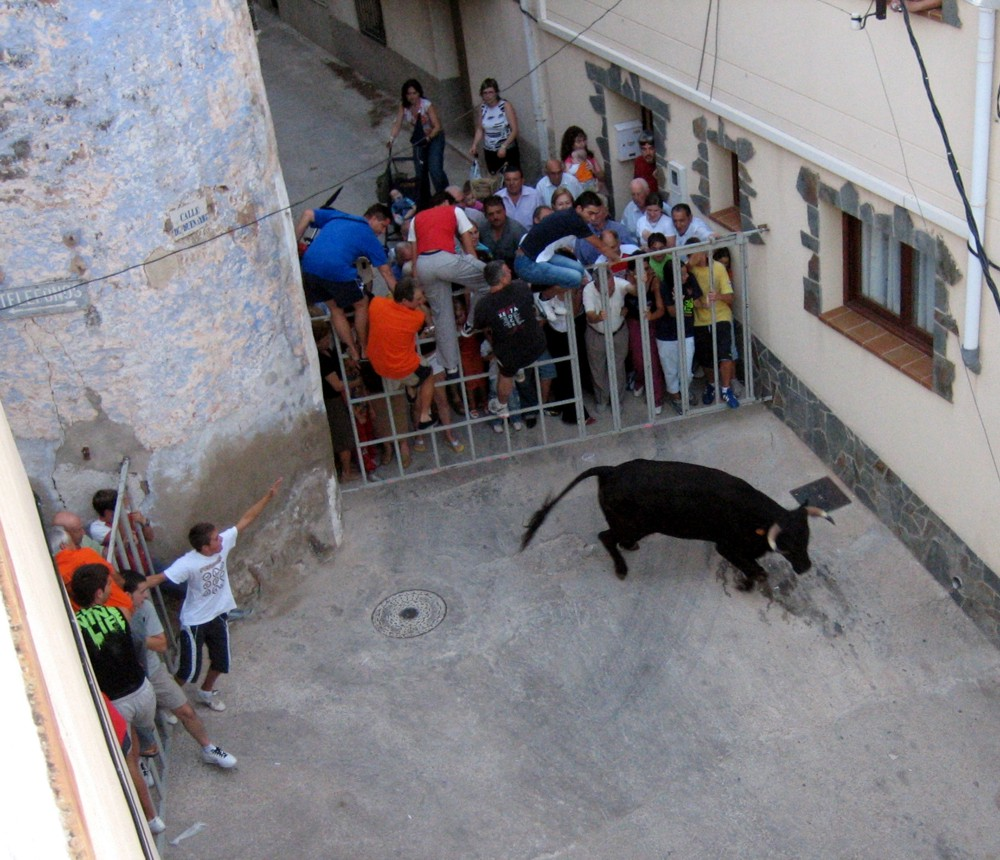
Encierro

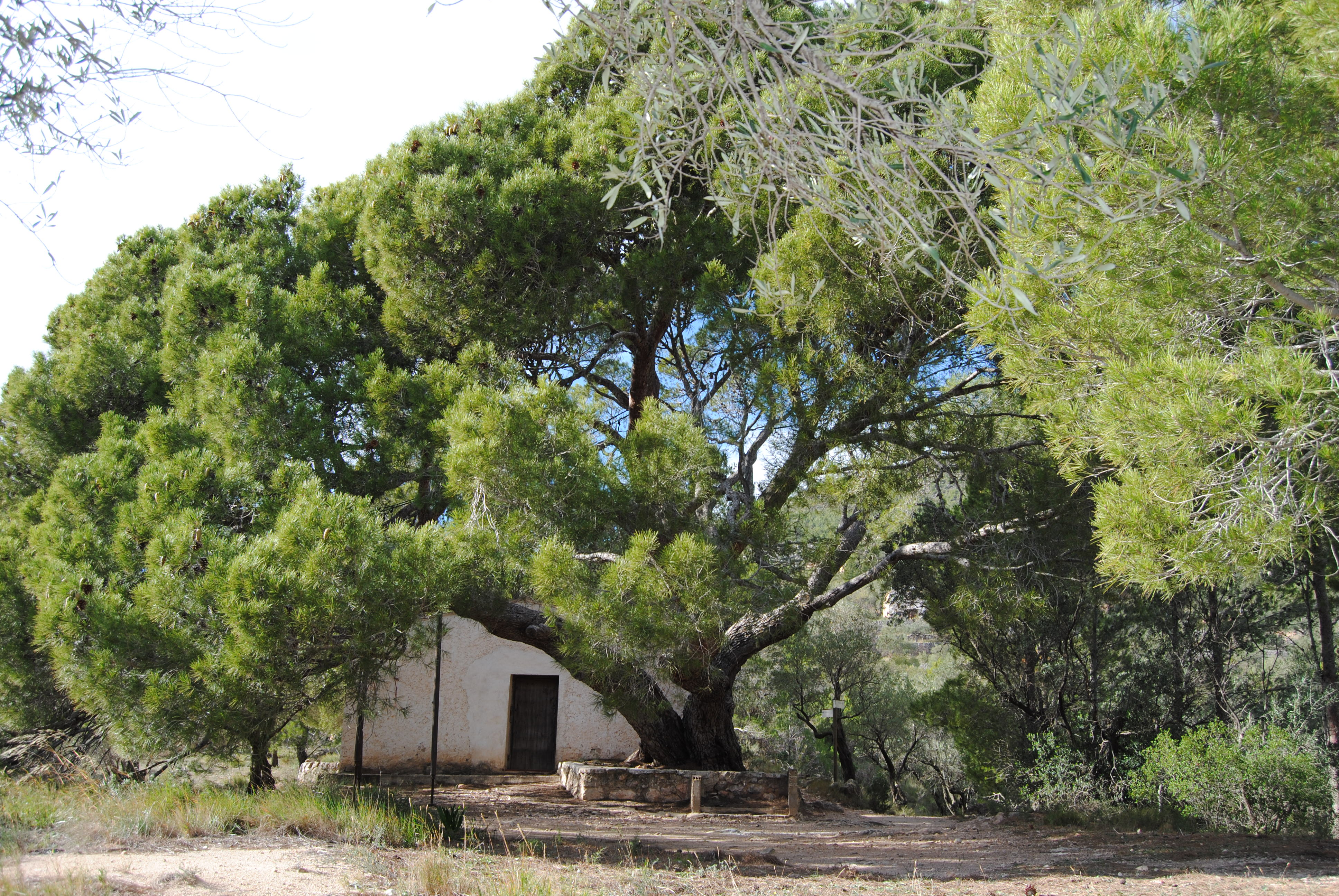
El Pino del Perillo

Las primeras muestras de la presencia humana en estos territorios, y sin duda la más significativa, vienen constituidas por una estación con arte rupestre prehistórico (conocido como arte esquemático, aunque en realidad es una expresión netamente abstracta) testimonio creencial de los grupos neolíticos-bronce 6500 años antes del presente. El Abrigo cerca de la Cova Pintada, como así paso a la literatura científica, fue descubierto en 1914 por el investigador francés Henri Breuil y acoge una forma abstracta de color rojo, un triscele o trisquele, de notable tamaño y único en la tipología conocida en Cataluña. Este elemento, como todas las formas rupestres prehistóricas, forma parte de una expresión creencial y, en consecuencia, el enclave debe considerarse como una especie de "santuario". Este yacimiento, como todos los del territorio catalán (se tienen catalogados más de 70) fueron considerados por la Unesco Patrimonio de la Humanidad desde 1998. Sin embargo, como tantos otros, carece de algún tipo de protección lo que supone un permanente peligro para su conservación.

## Historia
La actual población se formó en 1479 cuando los habitantes de la zona del antiguo castillo de Carles se trasladaron a vivir a Alfara debido a una epidemia que diezmó la población. El término de Carles aparece ya citado en documentos de 1148. Ramón Berenguer IV de Barcelona entregó en esa fecha el castillo a Pere I de Sentmenat. En 1237 le fue concedida carta de población. Perteneció a los dominios de Tortosa.

## Geografía humana

### Demografía
Cuenta con una población de 361 habitantes (INE 2024).
| Gráfica de evolución demográfica de Alfara entre 1842 y 2021 |
| |
| Población de derecho según los censos de población del INE Población de hecho según los censos de población del INEEn estos censos se denominaba Alfara: 1842, 1857, 1860, 1877, 1887, 1897, 1900, 1910, 1920, 1930, 1940, 1950 y 1960 |

| 1497 | 1515 | 1553 | 1717 | 1787 | 1857 | 1877 | 1887 | 1900 |
| ---- | ---- | ---- | ---- | ---- | ---- | ---- | ---- | ---- |
| 12   | 14   | 16   | 123  | —    | 646  | 955  | 1041 | 1000 |

| 1910 | 1920 | 1930 | 1940 | 1950 | 1960 | 1970 | 1981 | 1990 |
| ---- | ---- | ---- | ---- | ---- | ---- | ---- | ---- | ---- |
| 969  | 944  | 870  | 809  | 713  | 614  | 551  | 441  | 409  |

| 1992 | 1994 | 1996 | 1998 | 2000 | 2002 | 2004 | 2006 | — |
| ---- | ---- | ---- | ---- | ---- | ---- | ---- | ---- | - |
| 389  | 382  | 383  | 382  | 365  | 355  | 385  | 341  | — |

### Economía
La principal actividad económica es la agricultura, destacando los cultivos de olivos, alfalfa, almendros y algarrobos. Los bosques de pinos cercanos a la población también son explotados comercialmente.
En cuanto a la ganadería, destacan las granjas avícolas y porcinas, así como el ganado ovino y vacuno. Existen dos ganaderías de reses bravas que nutren las fiestas de los pueblos de los alrededores.
Existe un turismo incipiente, sobre todo a partir de la creación en 2001 del parque natural dels Ports.

## Cultura
La iglesia parroquial está dedicada a San Agustín y se construyó en 1778 en sustitución del antiguo templo dedicado al mismo santo. Es de tres naves y su campanario es una antigua torre de defensa de base cuadrada. 
En al antiguo núcleo de Carles, hoy despoblado, se encuentra la iglesia parroquial de San Julián. Datada en el siglo XIII, es de estilo gótico y de nave única. La bóveda es apuntada y está reforzada por diversos arcos torales. Del antiguo castillo sólo queden algunos restos de las murallas.